# Sameshima Kota
Kota Sameshima (鮫島 晃太 Sameshima Kōta, sinh ngày 24 tháng 6 năm 1992) là một cầu thủ bóng đá người Nhật Bản thi đấu cho Fujieda MYFC.

## Thống kê sự nghiệp

### Câu lạc bộ
Cập nhật đến ngày 23 tháng 2 năm 2018.
| Câu lạc bộ          | Mùa giải | Giải vô địch | Giải vô địch | Cúp1    | Cúp1      | Cúp Liên đoàn2 | Cúp Liên đoàn2 | Châu Á3 | Châu Á3   | Khác4   | Khác4     | Tổng    | Tổng      |
| Câu lạc bộ          | Mùa giải | Số trận      | Bàn thắng    | Số trận | Bàn thắng | Số trận        | Bàn thắng      | Số trận | Bàn thắng | Số trận | Bàn thắng | Số trận | Bàn thắng |
| ------------------- | -------- | ------------ | ------------ | ------- | --------- | -------------- | -------------- | ------- | --------- | ------- | --------- | ------- | --------- |
| Sanfrecce Hiroshima | 2011     | 0            | 0            | 0       | 0         | 0              | 0              | -       | -         | -       | -         | 0       | 0         |
| Sanfrecce Hiroshima | 2012     | 0            | 0            | 1       | 0         | 2              | 0              | -       | -         | 0       | 0         | 3       | 0         |
| Sanfrecce Hiroshima | 2013     | 0            | 0            | -       | -         | 0              | 0              | 0       | 0         | -       | -         | 0       | 0         |
| Gainare Tottori     | 2013     | 17           | 0            | 0       | 0         | -              | -              | -       | -         | -       | -         | 17      | 0         |
| Nagano Parceiro     | 2014     | 2            | 0            | 1       | 0         | -              | -              | -       | -         | -       | -         | 3       | 0         |
| Nagano Parceiro     | 2015     | 2            | 0            | 0       | 0         | -              | -              | -       | -         | -       | -         | 2       | 0         |
| Fujieda MYFC        | 2016     | 30           | 6            | 0       | 0         | -              | -              | -       | -         | -       | -         | 30      | 6         |
| Fujieda MYFC        | 2017     | 14           | 0            | 0       | 0         | -              | -              | -       | -         | -       | -         | 14      | 0         |
| Tổng                | Tổng     | 65           | 6            | 2       | 0         | 2              | 0              | 0       | 0         | 0       | 0         | 69      | 6         |

1Bao gồm Cúp Hoàng đế Nhật Bản.
2Bao gồm J. League Cup.
3Bao gồm Giải vô địch bóng đá các câu lạc bộ châu Á.
4Bao gồm Giải bóng đá Cúp câu lạc bộ thế giới.